# Mønshaug Station
Mønshaug Station (Mønshaug stoppested) var en jernbanestation på Hardangerbanen, der lå ved Mønshaug i Voss kommune i Norge.
Stationen åbnede som holdeplads 1. april 1935, da banen blev taget i brug. Den blev nedgraderet til trinbræt 1. august 1958. Persontrafikken på banen blev indstillet 2. juni 1985, og 1. marts 1988 blev den nedlagt.
Stationsbygningen blev opført i 1935 efter tegninger af NSB Arkitektkontor.